# Дієго Вальдес
Дієго Вальдес (ісп. Diego Valdés, нар. 30 січня 1994, Сантьяго) — чилійський футболіст, півзахисник мексиканського клубу «Америка» та національної збірної Чилі.

## Клубна кар'єра
У дорослому футболі дебютував 2012 року виступами за команду «Аудакс Італьяно», в якій провів чотири сезони, взявши участь у 98 матчах чемпіонату.  Більшість часу, проведеного у складі «Аудакс Італьяно», був основним гравцем команди.
2016 року перебрався до Мексики, де до 2019 року захищав кольори «Монаркас», після чого перейшов до «Сантос Лагуна». Відіграв за команду з Торреона наступні три сезони своєї ігрової кар'єри. Граючи у складі «Сантос Лагуни» також здебільшого виходив на поле в основному складі команди.
На початку 2022 року став гравцем «Америки».

## Виступи за збірну
2015 року дебютував в офіційних матчах у складі національної збірної Чилі.
Був у заявці збірної на розіграші Кубка Америки 2019 року в Бразилії, де, утім, на поле не виходив.